# Mugello
Le Mugello est l'un des bassins intérieurs des Apennins, comme le Casentino, à une trentaine de kilomètres au nord-nord-est de Florence.
Il sépare le Valdarno et Florence des crêtes du Monte Giovi, Vetta le Croci, Monte Senario et des Croci di Calenzano.
Borgo San Lorenzo en est la ville la plus importante.

## Communes

Le Mugello dans la ville métropolitaine de Florence en 2010.

- Barberino di Mugello, la seule qui évoque le nom de la région
- Borgo San Lorenzo
- Dicomano
- Pontassieve
- San Godenzo
- Scarperia e San Piero (en)
- Vicchio

## Personnalités du Mugello
Les Médicis sont originaires du Mugello et c'est là surtout qu’était rassemblé le patrimoine de la famille : Giovanni di Bicci, le père de Cosme l'Ancien, y possédait des terres.
Giovanni Della Casa (Jean Della Casa), prélat et littérateur italien, y est né en 1503.
Le peintre Fra Angelico serait né (en 1387 ou vers 1400, selon les historiens), aux alentours du château de Vicchio.
Giotto di Bondone y serait né peut-être vers 1266, à Vespignano, hameau de Vicchio dans les collines, pâtre dessinant ses moutons sur les rochers et découvert par Cimabue (d'après la légende).
En 1633, le peintre baroque Francesco Furini, devenu prêtre, y prit possession d'un prieuré, dans la paroisse de Sant’Ansano. Il poursuivit néanmoins la peinture de monumentaux retables tels que La Madone du Rosaire de Santo Stefano à Empoli en 1634 et des sujets profanes où figurent des nus féminins tels que Loth et ses filles du musée du Prado.
Andrea del Castagno y est né  dans un village de la région, Castagno.